# Майкл Деджорджо
Майкл Деджорджо (англ. Michael Degiorgio, нар. 15 листопада 1962, П'єта (Мальта)) — мальтійський футболіст, що грав на позиції захисника зокрема за національну збірну Мальти. Згодом тренер.

## Клубна кар'єра
У дорослому футболі дебютував 1981 року виступами за команду «Хамрун Спартанс», в якій провів тринадцять сезонів, взявши участь у 163 матчах чемпіонату. 
Згодом з 1994 по 2001 рік грав у складі команд «Нашшар Лайонс», «Хамрун Спартанс», «Лія Атлетік» та «Марсашлокк».
Завершив ігрову кар'єру у команді «Хамрун Спартанс», у якій двадцятьма роками раніше її розпочинав. Повернувся до команди 2001 року, захищав її кольори до припинення виступів на професійному рівні у 2003.

## Виступи за збірну
1980 року дебютував в офіційних матчах у складі національної збірної Мальти.
Загалом протягом кар'єри у національній команді, яка тривала 14 років, провів у її формі 78 матчів, забивши 5 голів.

## Кар'єра тренера
У 2000–2001 роках тренував команду клубу «Марсашлокк».